# Johan Andresen Sell
Johan Andresen Sell, född 4 februari 1818 i Kristiania (nuvarande Oslo), död 25 maj 1865 i Kongsberg, var en norsk bergmästare.
Sell blev student vid katedralskolan i Kristiania 1837 och avlade 1842 mineralogisk ämbetsexamen, varvid han både före och efter denna (1840–1844) var amanuens vid universitetets fysiska kabinett. År 1847 utnämndes han till geschworner i nordanfjällska bergdistriktet och var tillika föreståndare för Ytterøens gruvor, reste senare under 2½ år i utlandet med stipendium från Kongsbergs silververk och konstituerades 1852 av finansdepartementet som bergmästare vid silververket, till vilket ämbete han utnämndes 1854. I maj 1860 blev han bergmästare i nordanfjällska, i augusti samma år i östra sunnanfjällska distriktet och blev i mars 1861 tillika medlem av Kongsbergs silververks direktion.